# Отеген-Батыр (сельский округ)
Сельский округ Отеген-Батыр (каз. Өтеген батыр ауылдық округі) — административная единица третьего уровня в Илийском районе Алматинской области. Административным центром является село Отеген-Батыр.
В 2024 году Энергетический сельский округ был переименован в сельский округ Отеген-Батыр.
Так же, в сельский округ входят поселок Кенен Азырбаев, село Карасу ,микрорайон Куат, село Гульдер , село Арман и в округе имеются 5 потребительских кооперативов садоводческих товариществ (ПКСТ).
Население — 31975 человек на 1 января 2016 года

## Состав
| Населенный пункт | Население, Человек (1999) | Население, Человек (2009) | Население, Человек (2016) |
| ---------------- | ------------------------- | ------------------------- | ------------------------- |
| Карасу           | 145                       | 291                       | 450                       |
| Отеген-батыр     | 17301                     | 20163                     | 24715                     |
| Кенен Азырбаев   | 3489                      | 6532                      | 6810                      |
| ПКСТ             | -                         | -                         | 6258                      |

## Промышленность
Основным направлением развития округа — является промышленность. В округе действуют такие крупные предприятия как:
- «Филип Моррис Казахстан» — производство сигарет, табачные изделия
- «Эмкор Табако Пакеджинг Казахстан» — производство упаковки для табачной продукции
- «Алматинская пластмассовая компания ТУНХЭ» — производство металлопластикового профиля
- «Берикап Казахстан» — производство пластиковых пробок
- «Полпан КЗ» — производство теплоизоляционного материала

Также действуют и средние предприятия:
- ТОО «Раймбек Агро» — производство молочных продуктов
- ТОО «Рассвет» — производство асфальто-бетонной смеси
- ТОО «АСМ АКСУ» — производство сплитерных блоков
- «СКА 63» — производство полиэтиленовых труб
- «Дархан МНМ» — производство спец обуви
- «Алри» — производство лакокрасочной продукции
- «Nano-Tech Paints» — производство лакокрасочной продукции
- «Лео Машинари» — сборка тракторов и навесного оборудования
- «Темір Метал» — по переработке нефтегазовых труб

Кроме того, на территории округа, функционируют на 2016 год, 435 малых предприятии и 1209 индивидуальных предпринимателей.

## Учреждения
В Отеген батыра сельском округе функционируют 2 средние школы, 1 гимназия,1 школа-лицей и частная лингвистическая гимназия «Айнур». Помимо школ на территории округа находятся учебные заведения, обеспечивающие получение среднего специального образования: политехнический колледж «Прогресс» и колледж «Экономики и права».
Функционируют 2 государственных детских сада и 13 частных. Имеются мини центры и детские развлекательные центры для детей. Целью работы, которых является гармоничное развитие детей раннего, дошкольного и школьного возраста.
В поселке Отеген батыра функционирует центральная районная больница и областная региональная детская больница. Кроме того, в поселке работают медицинские центры «АРУ» и «Аймед», 4 частные стоматологические клиники, 2 кабинета УЗИ.
В п. Отеген батыра функционирует районная библиотека с книжным фондом 58 тыс. экземпляров, областная детско-юношеская спортивная школа и центральный стадион. Помимо этого в поселке действует дворовый подростковый клуб «Дидар», художественно-познавательный центр «Дети Солнца», профессионально обучающие танцевальные центры «Грация», «Солнышко», «Зодиак» участвующие в разных конкурсах республиканского масштаба.
На территории округа расположены 2 культурных учреждения, кроме того расположены 4 памятника: памятник «Трех поколений», памятник «Войнам афганцам», памятник «И помнит мир спасенный» расположенный на территории СШ№ 7 и памятник В. И. Ленину расположенный на территории «ТЭЦ — 3».